# Xylopia odoratissima
Xylopia odoratissima este o specie de plante angiosperme din genul Xylopia, familia Annonaceae, descrisă de Friedrich Welwitsch și Daniel Oliver. Conține o singură subspecie: X. o. minor.